# Marcus Wallenberg (1744–1799)
För andra personer med samma namn, se Marcus Wallenberg
Marcus Wallenberg, född 30 juni 1744 i Viby församling, Östergötlands län, död 6 september 1799 i Skeda församling, Östergötlands län, var en svensk präst och lärare. Han var bror till prästen och författaren Jacob Wallenberg.

## Biografi
Marcus Wallenberg föddes 1744 i Viby socken. Han var son till kronolänsmannen Jacob Wallberg och Anna Christina Tillberg. Efter studier i Linköping blev Wallenberg student vid Uppsala universitet 1760, där han 15 juni 1767 promoverades till filosofie magister ultimus. Därefter återflyttade han till Linköping och blev konsistorieamanuens 24 augusti 1768 och konsistorienotarie 5 februari 1772 i konsistoriet. Han prästvigdes 25 maj 1775 och blev lektor i filosofi vid Linköpings gymnasium 15 mars 1783, samt tillika kyrkoherde i Slaka pastorat 22 augusti 1792 med tillträde 1793. Wallenberg blev han andre teologie lektor 18 april 1798 och avled 1799 på Vargsäter i Skeda socken.

### Familj
Wallenberg gifte sig första gången 24 september 1773 med Sara Helena Kinnander (1749–1775), dotter till kyrkoherden Ericus Kinnander i Lommaryd och Catharina Margareta Philander. De fick tillsammans barnen biskopen Marcus Wallenberg (1774–1833) i Linköpings stift och Erik Wallenberg (1775–1778).
Wallenberg gifte sig andra gången 7 juli 1778 med Maria Elisabeth Drangel (1757–1791), dotter till kyrkoherden i Tuna. De fick tillsammans barnen Jacob Daniel Wallenberg (1781–1780), postmästaren Fredrik Wallenberg (1781–1828) i Ekolsund, Lovisa Christina Wallenberg (1783–1861), Gustava Maria Wallenberg (1785–1830) som var gift med rådmannen Herman Wikblad i Linköping, Fredrica Charlotta Wallenberg (1785–1785), bataljonsläkare Gustaf Wallenberg (1787–1815), Ulrica Charlotta Wallenberg (1788–1789), Sara Helena Wallenberg (1790–1836) som var gift med postmästaren Georg Malte Malmsten i Skänninge och ett dödfött barn (1791).
Wallenberg gifte sig tredje gången 21 augusti 1792 med Christina Ulrica von Bruce (1761–1824), dotter till ryttmästaren Pehr von Bruce och Maria Blidberg. De fick tillsammans barnen kyrkoherden Johan Ulrik Wallenberg (1793–1862) i Hov, Petronella Wilhelmina Wallenberg (1794–1812), tullinspektoren Pehr Adolf Wallenberg (1796–1869) i Östergötland, Hedvig Wallenberg (1797–1798) och Ulrica Catharina Wallenberg (1799–1882) som var gift med borgmästaren Christian Ludvig Hessle i Kristianstad.